# Gymnothorax thyrsoideus

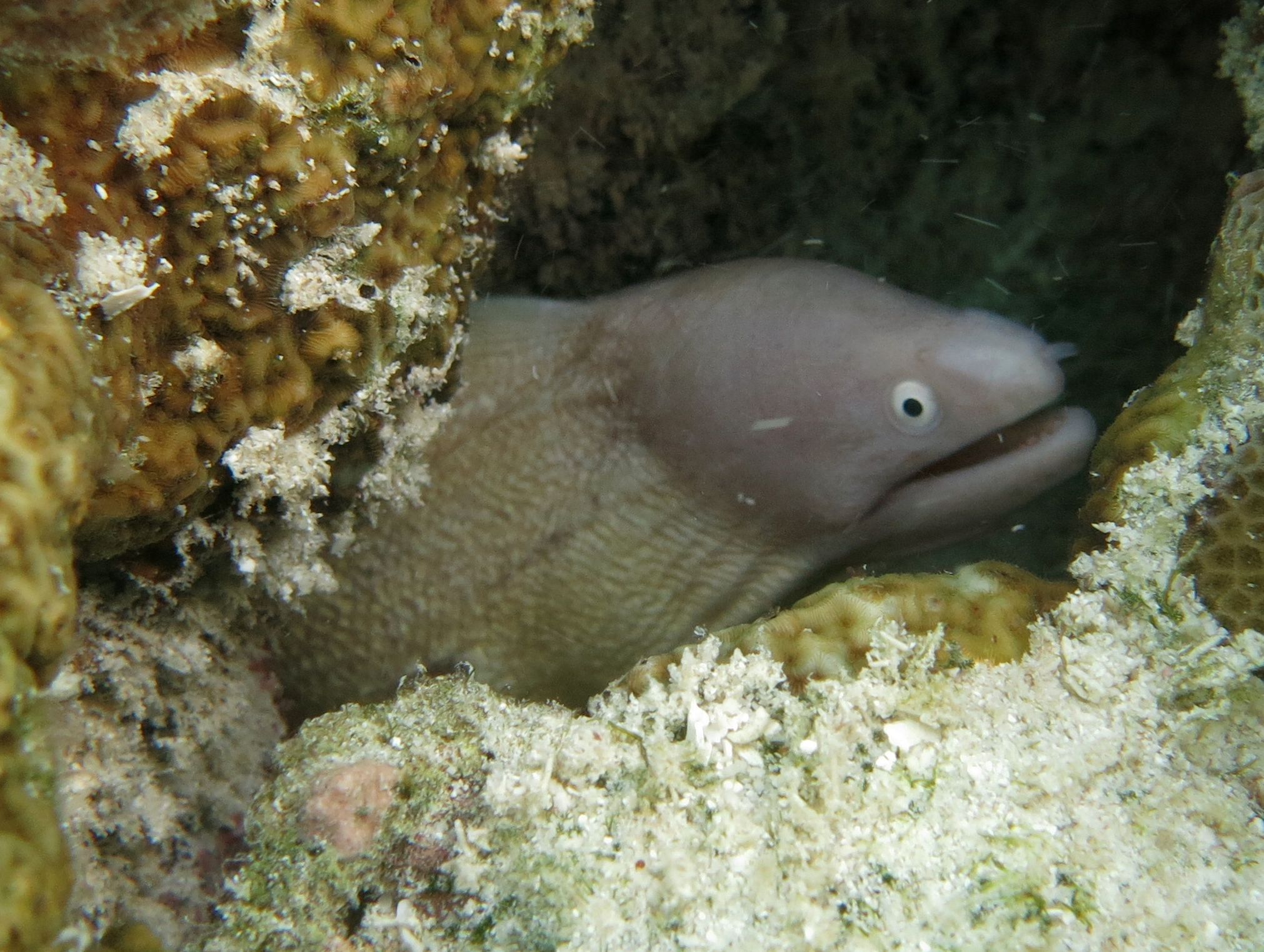
Exemplar de les illes Maldives

Gymnothorax thyrsoideus és una espècie de peix marí pertanyent a la família dels murènids i a l'ordre dels anguil·liformes.

## Descripció
Fa 66 cm de llargària màxima, tot i que, normalment, en fa 40. 125-137 vèrtebres. Les dents vomerianes són biserials. És de color blanquinós o groc clar (força esquitxat de petites taques marrons) i amb la meitat frontal del cap de color gris violaci. Iris blanc. L'origen de l'aleta dorsal es troba a mig camí entre l'obertura branquial i la comissura de la boca. Dents còniques (cap com a canines) i formant dues fileres. Línia lateral contínua.

## Reproducció
És de fecundació externa i el seu suposat hermafroditisme simultani no ha estat confirmat.

## Alimentació
Es nodreix de crustacis bentònics i peixos. El seu nivell tròfic és de 3,98.

## Hàbitat i distribució geogràfica
És un peix marí, associat als esculls (entre 0 i 15 m de fondària, normalment fins als 4) i de clima tropical (36°N-33°S, 70°E-130°W), el qual viu a la conca Indo-Pacífica: des de l'illa Christmas fins a la Polinèsia Francesa -incloent-hi les illes Tuamotu-, les illes Ryukyu, Tonga i la Micronèsia -com ara, Guam i les illes Marshall-, incloent-hi les illes Maldives, l'Índia, el mar d'Andaman, la mar de Sulu, les illes Filipines, la mar de Cèlebes, Malàisia, Indonèsia, Nova Guinea -com ara, la badia de Milne-, Cambodja, Tailàndia, el Vietnam, el mar de la Xina Meridional, el mar de la Xina Oriental, la Xina -incloent-hi Hong Kong-, Taiwan -com ara, les illes Pescadors i Lutao-, la mar Groga, el corrent de Kuroshio, el Japó -com ara, les illes Ogasawara-, Austràlia, la Gran Barrera de Corall, el mar del Corall, Nova Caledònia, les illes Kermadec i la Samoa Nord-americana.

## Observacions
És inofensiu per als humans, el seu índex de vulnerabilitat és de baix a moderat (30 de 100) i tolera compartir el seu hàbitat amb altres murènids.